# Oostenrijkse presidentsverkiezingen 2016
De Oostenrijkse presidentiële verkiezingen in 2016 vonden plaats op zondag 24 april. De zittende president Heinz Fischer kon zich niet herverkiesbaar stellen, waardoor er meerdere kandidaten waren. In een tweede ronde op 22 mei won de partijloze kandidaat Alexander Van der Bellen (gesteund door De Groenen) nipt van Norbert Hofer (FPÖ). Het Grondwettelijk Hof besliste echter dat de tweede ronde opnieuw moest worden gehouden. Bij die herhaalde stemming haalde Van der Bellen een ruimere meerderheid.

## Achtergrond
De Bondspresident van Oostenrijk wordt elke zes jaar rechtstreeks verkozen. Sociaaldemocraat Heinz Fischer vervulde deze functie twee termijnen en kon zich daarom niet meer herverkiesbaar stellen. Hij won telkens in de eerste ronde met een meerderheid van de stemmen, in 2004 met 52% en in 2010 met 80%. De laatste keer dat er een tweede ronde moest worden gehouden was bij de presidentsverkiezingen van 1992.
Krachtens de Oostenrijkse grondwet heeft de president relatief veel macht, zoals het benoemen van de regering en andere topfuncties, maar in de praktijk fungeert hij vooral als ceremonieel staatshoofd.
De toenmalige regering werd gevormd door de twee grootste partijen, de Sociaaldemocratische Partij (SPÖ) en de christendemocratische Volkspartij (ÖVP). De rechtse Vrijheidspartij (FPÖ) lag echter voorop in peilingen voor de volgende parlementsverkiezingen.
Er waren 6.382.507 Oostenrijkers van 16 jaar en ouder stemgerechtigd voor de presidentsverkiezingen (inclusief Oostenrijkers die in het buitenland woonden).

## Kandidaten

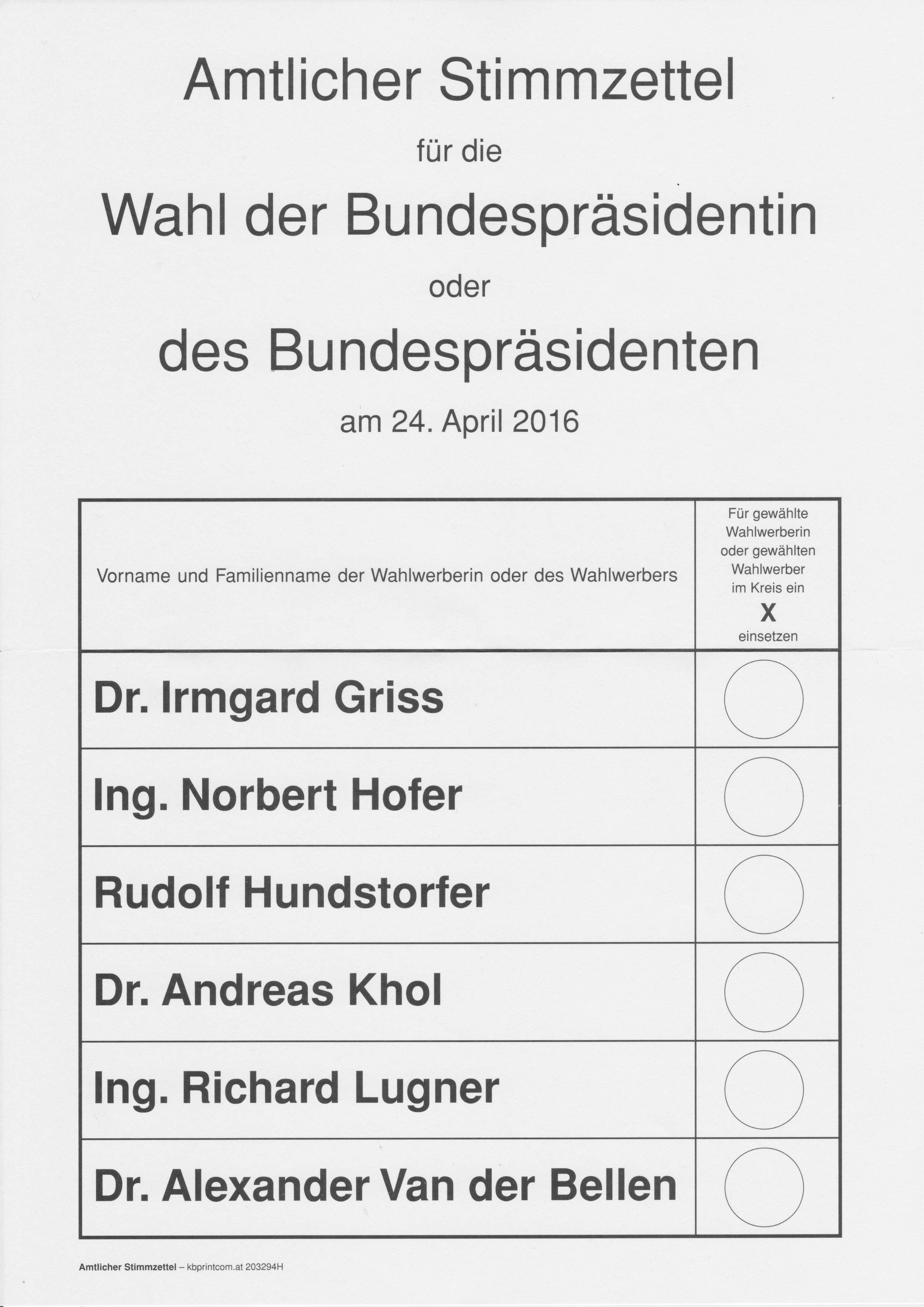
Stembrief in de eerste ronde

De kandidaten waren de volgende:
|                                               | Norbert Hofer                                      | Rudolf Hundstorfer                               |                                                               |                                         | Alexander Van der Bellen                |
| Irmgard Griss                                 | Norbert Hofer                                      | Rudolf Hundstorfer                               | Andreas Khol                                                  | Richard Lugner                          | Alexander Van der Bellen                |
|                                               |                                                    |                                                  |                                                               |                                         |                                         |
| Onafhankelijk                                 | Vrijheidspartij van Oostenrijk (FPÖ)               | Sociaaldemocratische Partij van Oostenrijk (SPÖ) | Oostenrijkse Volkspartij (ÖVP)                                | Onafhankelijk                           | Onafhankelijk, gesteund door De Groenen |
| Voormalig voorzitster van het Hooggerechtshof | Derde voorzitter van de Nationale Raad (parlement) | Minister van Arbeid                              | Voormalig eerste voorzitter van de Nationale Raad (parlement) | Ondernemer; presidentskandidaat in 1998 | Voormalig partijleider van De Groenen   |

## Resultaten

Resultaten van de eerste verkiezingsronde per gemeente.

Resultaten van de tweede verkiezingsronde per gemeente.

Peilingen gaven Hofer, Van der Bellen en Griss elk ongeveer een kwart van de stemmen. Het was vooraf al duidelijk dat geen kandidaat een meerderheid zou halen en er een tweede ronde zou plaatsvinden. In de eerste ronde verraste Hofer met zijn hoge resultaat, terwijl Van der Bellen en Griss duidelijk lager scoorden. Van der Bellen kreeg iets meer stemmen en nam het op 22 mei op tegen Hofer. Het was de eerste keer dat geen kandidaat van de twee grote partijen (SPÖ en ÖVP) het haalde.
Op 9 mei 2016 nam bondskanselier Werner Faymann (SPÖ) ontslag, deels wegens het lage resultaat van de kandidaat van zijn partij. Zijn regering werd opgevolgd door een regering onder leiding van Christian Kern (SPÖ).
Peilingen toonden een nek-aan-nekrace tussen Van der Bellen en Hofer voor de tweede ronde op 22 mei.
Het voorlopige eindresultaat op 22 mei gaf Hofer 51,9% van de stemmen. De 14% stemgerechtigden die per brief stemden werden echter pas de dag erna geteld, waardoor het nog onzeker bleef wie zou winnen. Uiteindelijk won Van der Bellen nipt met 50,3%. Op 8 juli zou Alexander Van der Bellen de functie van uittredend president Heinz Fischer overnemen.
Op 1 juli besliste het Grondwettelijk Hof echter dat de resultaten van de tweede ronde ongeldig waren wegens onregelmatigheden bij het tellen van de stemmen, waardoor de tweede ronde opnieuw moest worden gehouden. Dit zou eerst op 2 oktober 2016 gebeuren, maar dit werd wegens technische problemen verschoven naar 4 december.
Op 4 december werd de tweede ronde uiteindelijk opnieuw gehouden. De eerste uitslagen gaven winst voor Van der Bellen tegenover de vorige stembusgang, waarna Hofer zijn nederlaag toegaf.
Op 26 januari 2017 legde Alexander Van der Bellen de eed af als president.
| Kandidaten                              | Kandidaten                                                      | Eerste ronde | Eerste ronde | Tweede ronde (geannuleerd) | Tweede ronde (geannuleerd) | Tweede ronde (herhaling) | Tweede ronde (herhaling) |
| Kandidaten                              | Kandidaten                                                      | Stemmen      | %            | Stemmen                    | %                          | Stemmen                  | %                        |
| --------------------------------------- | --------------------------------------------------------------- | ------------ | ------------ | -------------------------- | -------------------------- | ------------------------ | ------------------------ |
|                                         | Alexander Van der Bellen (de facto De Groenen)                  | 913.218      | 21,3         | 2.254.484                  | 50,3                       | 2.472.892                | 53,8                     |
|                                         | Norbert Hofer (Vrijheidspartij van Oostenrijk)                  | 1.499.971    | 35,1         | 2.223.458                  | 49,7                       | 2.124.661                | 46,2                     |
|                                         | Irmgard Griss (onafhankelijk)                                   | 810.641      | 18,9         |                            |                            |                          |                          |
|                                         | Rudolf Hundstorfer (Sociaaldemocratische Partij van Oostenrijk) | 482.790      | 11,3         |                            |                            |                          |                          |
|                                         | Andreas Khol (Oostenrijkse Volkspartij)                         | 475.767      | 11,1         |                            |                            |                          |                          |
|                                         | Richard Lugner (onafhankelijk)                                  | 96.783       | 2,3          |                            |                            |                          |                          |
| Geldige stemmen                         | Geldige stemmen                                                 | 4.279.170    | 100,0        | 4.477.942                  | 100,0                      | 4.597.553                | 100,0                    |
| Ongeldige stemmen                       | Ongeldige stemmen                                               | 92,655       | 2,1          | 165.212                    | 3,6                        | 151.851                  | 3,2                      |
| Totaal aantal stemmen                   | Totaal aantal stemmen                                           | 4.371.825    | 68,5         | 4.643.154                  | 72,7                       | 4.749.404                | 74,2                     |
| Stemgerechtigden                        | Stemgerechtigden                                                | 6.382.507    |              | 6.382.507                  |                            | 6.399.572                |                          |
| Bron: Ministerie van Binnenlandse Zaken |                                                                 |              |              |                            |                            |                          |                          |